# Hwang Sun-mi

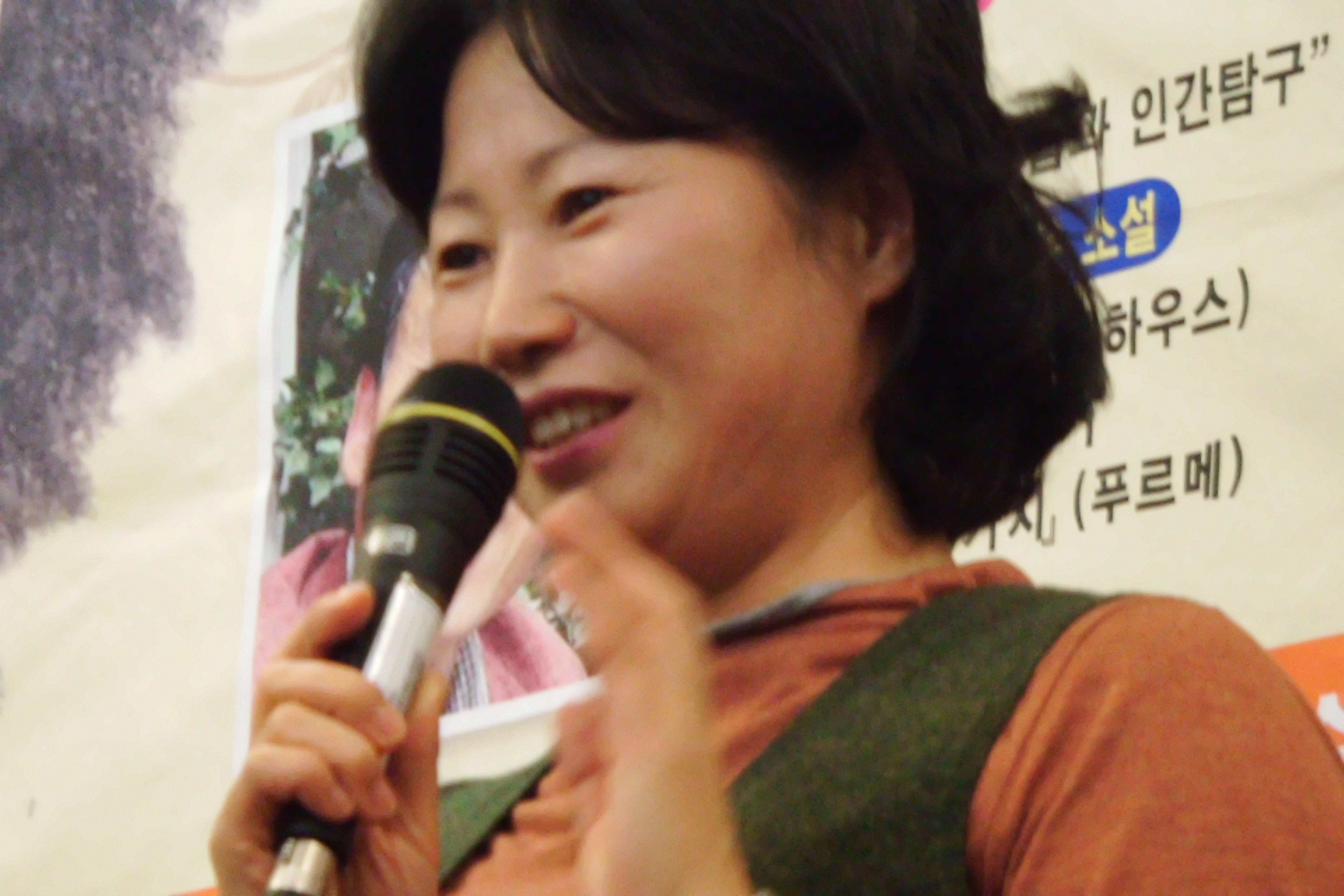
Hwang Sun-mi

Hwang Sun-mi (* 1963 in Hongsŏng) ist eine südkoreanische Kinderbuchautorin.

## Leben
Hwang Sun-mi wurde 1963 in Hongsŏng geboren. Aus ärmlichen Verhältnissen stammend, war es ihr nicht möglich eine Mittelschule zu besuchen. Sie bekam jedoch von einem verständnisvollen Lehrer den Schlüssel zum Klassenraum und konnte so Bücher lesen und selbstständig lernen. So schaffte sie es zur Oberschule und studierte danach Kreatives Schreiben am Seoul Institute of the Arts, der Kwangju Universität und an der Graduierten-Fakultät der Chung-Ang University. Als Schriftstellerin debütierte sie erst relativ spät im Jahr 1995. Sie schloss ihr Studium ab, ohne an Schreibwettbewerben teilgenommen zu haben. Erst als sie ihre zwei Söhne großzog, begann sie zu veröffentlichen. Sie ist Professorin am Seoul Institute of the Arts.
Hwang Sun-mi schreibt über alltägliche Probleme von Kindern und sieht ihre Bücher als Quelle für Mut und Hoffnung, diese Probleme zu überstehen. Inspiration für ihre Geschichten bekommt die Autorin von ihren beiden Söhnen. Unter ihren Veröffentlichungen finden sich Tiergeschichten, Fantasiegeschichten sowie realistische Geschichten über die Schule, obwohl sie selbst nie eine Mittelschule besucht hatte.
Sehr bekannt in Südkorea ist ihre Erzählung Immer Ärger mit Jonko (나쁜 어린이 표), in der für Kinder Partei ergriffen wird, die von Lehrern ungerecht behandelt wurden. Ein weiteres bekanntes Buch von Hwang Sun-Mi, Der Tag, an dem ich mein Tagebuch verstecke (일기 감추는 날), handelt von einem Kind, das Unannehmlichkeiten befürchtet, wenn Lehrer, Freunde und Familie sein Schultagebuch lesen und die Wahrheit über seine Gedanken erfahren. Da er aber nicht lügen will, versteckt er sein Tagebuch (koreanische Kinder müssen in der Schule als tägliche Hausaufgabe eine Art Tagebuch führen).
Hwang verkaufte über eine Million Bücher und ihre Werke wurden schon in zahlreiche Sprachen übersetzt. Außerdem dienten sie als Vorlage für Puppentheater, Musicals und Cartoons. Die Geschichte Das Huhn, das vom Fliegen träumte (마당을 나온 암탉) wurde 2011 zu einem Animationsfilm verarbeitet und war in Südkorea ein Kassenschlager.

## Arbeiten

### Koreanisch
- 나쁜 어린이 표 Immer Ärger mit Jonko (1999) ISBN 978-89-01-02851-4
- 마당을 나온 암탉 Das Huhn, das vom Fliegen träumte (2000) ISBN 978-89-7196-744-7
- 들키고 싶은 비밀 Das Geheimnis, auf das ich stolz bin (2001) ISBN 978-89-364-5105-9
- 빈 집에 온 손님 Die Gäste im leeren Haus (2002) ISBN 978-89-378-1232-3
- 과수원을 점령하라 Erobert den Obstgarten (2003) ISBN 978-89-7196-952-6
- 일기 감추는 날 Der Tag, an dem ich mein Tagebuch verstecke (2003) ISBN 89-01-04229-0
- 초대받은 아이들 Die eingeladenen Kinder (2003) ISBN 978-89-01-03346-4
- 넌 누구야? Wer bist du? (2004) ISBN 978-89-5828-027-9
- 푸른 개 장발 Der blaue Hund (2005) ISBN 978-89-01-05015-7
- 동화 창작의 즐거움 Die Freude, Kinderbücher zu schreiben (2006) ISBN 978-89-5828-157-3 Theoriebuch
- 열한 살의 가방 Die elf Jahre alte Tasche (2012) ISBN 978-89-6666-039-1

### Übersetzungen

#### Deutsch
- Immer Ärger mit Jonko, Kinderbuchverlag Wolff (2008) ISBN 3-938766-21-2
- Das Huhn, das vom Fliegen träumte, Kein & Aber (2014) ISBN 3-0369-5699-9

#### Englisch
- The Hen Who Dreamed She Could Fly, Penguin Books (2013) ISBN 0-14-312320-3

## Auszeichnungen
- 1995: 아동문학평론 신인문학상 (Nachwuchspreis für Kinderliteratur)
- 1997: 제1회 탐라문학상 (T’amna Literaturpreis)
- 1997: 농민문학상 (Bauern-Literaturpreis)
- 2001: 제1회 SBS미디어대상 우수상 (1. SBS Media Ehrenpreis)
- 2003: 제36회 세종아동문학상 (Sejong Kinderliteraturpreis)
- 2012: Buch des Jahres der polnischen Online-Community Granice pl.: 마당을 나온 암탉 Das Huhn, das vom Fliegen träumte